# عمر الجنيد
عمر بن علي الجنيد (1207 - 1269 هـ) تاجر حضرمي وزعيم ديني واجتماعي مشهود له بأعمال الخير والسيرة الحسنة. كان ممن جمع بين العلم والثراء، غير أنه اشتهر بالثراء أكثر. هاجر إلى جنوب شرق آسيا، وتحديدا إلى سنغافورة للدعوة إلى الله وللتجارة. فكوّن بها ثروة طائلة، وقصده الناس من كل الطوائف، حيث نال مكانة محترمة وثقة لدى الجميع، من حكومة وشعب لسخائه في أعمال البر والإحسان، واستنادا إلى نسبه النبوي الشريف. ولكونه شخصية بارزة في التاريخ السنغافوري صنع له تمثال من الشمع موجود في متحف مدام توسو بجزيرة سنتوسا بسنغافورة.

## نسبه
عمر بن علي بن هارون بن علي بن الجنيد بن علي بن أبي بكر الجنيد بن عمر بن عبد الله الصالح بن هارون بن حسن بن علي بن محمد جمل الليل بن حسن المعلم بن محمد أسد الله بن حسن الترابي بن علي بن الفقيه المقدم محمد بن علي بن محمد صاحب مرباط بن علي خالع قسم بن علوي بن محمد بن علوي بن عبيد الله بن أحمد المهاجر بن عيسى بن محمد النقيب بن علي العريضي بن جعفر الصادق بن محمد الباقر بن علي زين العابدين بن الحسين السبط بن الإمام علي بن أبي طالب، والإمام علي زوج فاطمة بنت محمد ﷺ.
فهو الحفيد 33 لرسول الله محمد ﷺ في سلسلة نسبه.

## مولده ونشأته
ولد بمدينة تريم في حضرموت سنة 1207 هـ/ 1792 م، ووالدته علوية بنت أبي بكر عيديد. تربى ونشأ في كنف والديه، وتلقى مبادئ العلوم والدين على كثير من علماء تريم وغيرها من البلاد الحضرمية، في عصر كانت فيه الحركة العلمية بحضرموت مزدهرة، رغم ما يحيطها من الفتن والاعتداءات المتكررة من القبائل المسلحة. وكان قوي الذاكرة، بعيد النظر، ثاقب الفكر، ولو أنه كان تفرغ لطلب العلم تفرغا كاملا، لبلغ مرتبة الأئمة المجتهدين، غير أن أسفاره حالت دون ذلك.

## شيوخه
فمن أساتذته ومشايخه الذين أخذ عنهم وتلقى منهم:
- خاله عبد الله بن أبي بكر عيديد
- عبد الرحمن بن عبد الله بافرج
- عبد الرحمن بن حامد المنفر
- عمر بن أحمد الحداد
- علوي بن أحمد الحداد
- طاهر بن حسين بن طاهر
- عبد الله بن حسين بن طاهر
- حسن بن صالح البحر

## هجرته إلى سنغافورة
في أواخر سنة 1239 هـ/ 1824 م، رحل من حضرموت قاصدا سنغافورة، التي كان قد سبقه إليها من قبل عمه محمد بن هارون الجنيد، المتوفى بها سنة 1234 هـ/ 1819 م تاركا وراءه عائلة كبيرة بسنغافورة. وفي طريق عمر الجنيد إلى سنغافورة، مر على الهند، وعلى جاوة بإندونيسيا متفقدا أو دارسا أحوالها، ثم على فاليمباغ، ومنها وصل إلى سنغافورة سنة 1240 هـ/ 1825 م.
وظل هناك إلى سنة 1250 هـ/ 1834 م، فطلب منه أخوه الأكبر أحمد الجنيد أن يعود إليه بحضرموت، ليكون معه خلفا عن شقيقهما عبد الله، الذي مات غريقا في رحلة بحرية إلى حج بيت الله الحرام ذلك العام. فلبّى طلب أخيه الأكبر، وأخذ معه كل أولاده الذكور، عازما على الإقامة بحضرموت، ورافقه ابن عمه علي بن محمد الجنيد، وقد وصلوا إلى حضرموت سنة 1251 هـ/ 1835 م، غير أن الإقامة بحضرموت لم تطب له، ولم تطل، لكثرة الفتن والاعتداءات من القبائل المسلحة المعتدية، ونشاطهم في إيذاء الشخصيات المرموقة، والمشهورة بالعلم والثراء. ففي أواخر سنة 1253 هـ/ 1837 م ألقى عبد الله بن عوض غرامة اليافعي، حاكم المنطقة الوسطى من تريم، القبض على أحمد وشقيقه عمر وابن عمهما علي، وزج بهم جميعا في سجنه، ولم يطلق سراحهم إلا بعد أن دفعوا له مبلغا كبيرا من المال. عاد بعدها عمر الجنيد فورا إلى سنغافورة مع كل أولاده، حتى أنه ليقال، إنه لم يمكث بحضرموت بعد إطلاق سراحه أكثر من أسبوع. وقد طلب من أخيه أحمد الجنيد أن يرافقه إلى سنغافورة، ولكنه أصر على البقاء بتريم.
عاد عمر الجنيد إلى سنغافورة في سنة 1254 هـ/ 1838 م تقريبا، سالكا نفس الطريق الذي سلكه في رحلته الأولى. واستقر بها، واشتهر صيته، فكان علما من الأعلام، ومصلحا اجتماعيا ودينيا كبيرا، واحتل مكان الصدارة والزعامة الروحية في سنغافورة.

## تجارته
اشتغل بالتجارة في سنغافورة، ففتحت له أبواب الرزق، وأقبلت عليه الدنيا، فأثرى ثراءً طائلًا، وامتلك بسنغافورة عقارات، وأراضي واسعة، والتي تبرع بها للحكومة، لتقام عليها المنشآت العامة والمصالح الحكومية. وكان قائما بنفقات أكثر عائلات قبيلته وأصدقائه، ويصل مشايخه والشخصيات البارزة بحضرموت، من العلماء والوجهاء، وذوي المراتب والمناصب. فكان أول من عرف أهل حضرموت بالقماش المعروف بـ"البفت"، وأطلق اسمه على نوع ممتاز من البفت، لأنه هو الذي قاول في نسجه في وقت كان الحضارمة لا يستعملون إلا الأقمشة المحلية، وقلما كانوا يستوردون الأقمشة الرجالية من الخارج. كما ساهم في كل المشاريع الخيرية والاجتماعية، التي تعود بالنفع الديني والوطني على الحضارمة.

## تأثيره الديني
هذا ولم تشغله تجارته عن العمل لآخرته، فكان ثابتا على خلقه ودينه، ومحافظا على الجماعات والعبادات، وملازما للأذكار والأوراد، ملتزما بالزي العلوي الحضرمي. واعتنق الإسلام على يديه الألوف من أهل البلاد السنغافورية، فعلمهم تعاليم الإسلام، وبث فيهم روحه وآدابه. كما نُشرت به العادات الدينية المعروفة بحضرموت من الحزوب والأوراد الصباحية والمسائية، وعادات شهر رمضان، والمواسم الدينية السنوية. فشاعت هذه العادات في سنغافورة، وماليزيا، كما شاعت أيضا في إندونيسيا، واستحسنها أهل هذه المناطق، ولا يزالون يلازمونها إلى يومنا هذا، بفضل تأثيره الروحي في تلك البلاد، وبمساعدة ابن عمه علي بن محمد الجنيد، والسيد أبي بكر بن محمد المشهور.
كان أكثر أوقاته في دراسة العلم، والمذاكرة، وتعليم الناس وإرشادهم، وإصلاح ذات بينهم، والمحافظة على الجماعات والأذكار والأوراد، حتى لقد روي أن السيد عمر بن حسن الحداد قال عندما زار سنغافورة آنذاك، ورأى ما عليه البلاد من العادات الحضرمية: "إنه لو حلف حالف أن عمر الجنيد، وأبا بكر المشهور، بتريم، لم يخرجا عنها لما حنث"، لأن الحالة التي هما عليها بسنغافورة، كما هي بتريم حضرموت. مما يدل على اهتمامهما وحرصهما على السيرة العلوية، وعدم تأثرهما بالوسط والمحيط، الذين انتقلا إليهما وعاشا فيهما مدة طويلة.

## تقدير الحكومة له
كان محبوبا موقرا من كل الطوائف بسنغافورة، ومن الحكومة المحلية. فكان مما اختصوه به، دون سواه، من مظاهر التكريم والإجلال:
- إن إدارة البريد مكلفة بتوصيل الرسائل الخاصة بعمر الجنيد إلى بيته قبل توزيع البريد العام بساعتين فلكية.
- إن رجال الشرطة لا يقبضون على أي شخص، مهما كانت جريمته، ما دام الشخص في حمى منزل عمر الجنيد، حتى يخرج منه، فيقبض عليه.
- إنه تخليدا لذكرى عمر الجنيد، أطلقوا اسمه على أحد الشوارع العامة بسنغافورة، فسمي الطريق "Omar Road".
- وضعت الحكومة ترجمة مختصرة لعمر الجنيد في كتب التاريخ المدرسية تقديرا له، وما زالت تدرس هذه الكتب في المدارس.[3]

## مآثره
من آثاره الخالدة في سنغافورة، أنه بنى مسجدا في كامبونغ ملكا، أي قرية ملقا، في الشارع الذي أطلق عليه اسمه، وقد أطلق اسمه على المسجد أيضا، ويقال له مسجد عمر كامبونغ ملكا، وقد جدد عمارة هذا المسجد من بعده ابنه عبد الله بن عمر الجنيد. كما بنى مسجدا آخر في بنقالي، المعروف الآن بمسجد بنكولين. ويروى أنه بنى بسنغافورة سبعة مساجد، ولم ينسبها إلى نفسه. ووقف أيضا بسنغافورة أرضا واسعة لدفن أموات المسلمين.
ولما قامت الدولة الكثيرية بحضرموت للمرة الثانية، وتم الأمر للسلطان غالب بن محسن الكثيري، تعلقت به آمال الحضارمة عامة، والعلويين خاصة، فصاروا يتواصلون بالالتفاف حوله، وشد أزره، ومده بكافة المساعدات. فكان عمر الجنيد أول المسارعين إلى تأييده، ومساعدته بمبالغ طائلة، وبثلاثين مملوكا، وعدة مدافع حربية، مكتوب على كل منها بالعربية "الجنيد"، ويقال إن هذه المدافع لا تزال موجودة حتى اليوم.

## ذريته
تزوج من علوية الكاف، وأنجب كل أولاده بسنغافورة. وكان يرسل أبناءه الذكور، بين حين وآخر، إلى حضرموت؛ ليتصل الفرع بأصله، وليعرفوا منبت شجرتهم، ويزوروا أقاربهم وأهاليهم، وهم خمسة: علوي، وعلي، وجنيد، وعبد الله، وأبو بكر.

## وفاته
توفي في الرابع والعشرين من شهر محرم سنة 1269 هـ/ 1852 م بسنغافورة، ودفن بها، وبنيت على قبره قبة كبيرة.

### استشهادات
1. ↑  المشهور، عبد الرحمن بن محمد (1404 هـ). شمس الظهيرة (PDF). جدة، المملكة العربية السعودية: عالم المعرفة. ج. الجزء الثاني. ص. 516. مؤرشف من الأصل (PDF) في 1 مايو 2020. {{استشهاد بكتاب}}: تحقق من التاريخ في: |تاريخ= (مساعدة)
2. ↑  "Syed Omar Aljunied". Singapore Infopedia. مؤرشف من الأصل في 2019-10-20.
3. ↑  الفضالة، صالح حسن (2013). الجوهر العفيف في معرفة النسب النبوي الشريف. بيروت، لبنان: دار الكتب العلمية. ص. 623.
4. ↑  Mathews، Mathew (2018). The Singapore Ethnic Mosaic, Many Cultures, One People. Singapore: World Scientific.

## وصلات خارجية
- Mummy Aljunied, from family that gave MRT station its name, shares truths in letter to daughter - Mothership.
- Story of Aljunied - Singapore Memory Project.